# Hirofumi Yamashita
Hirofumi Yamashita (山下 弘文, Yamashita Hirofumi) (falecido em 2000) foi um ictiologista japonês e ambientalista.
Ele recebeu o Prémio Ambiental Goldman em 1998  por seus esforços na proteção marinha.